# ممیزی مالی

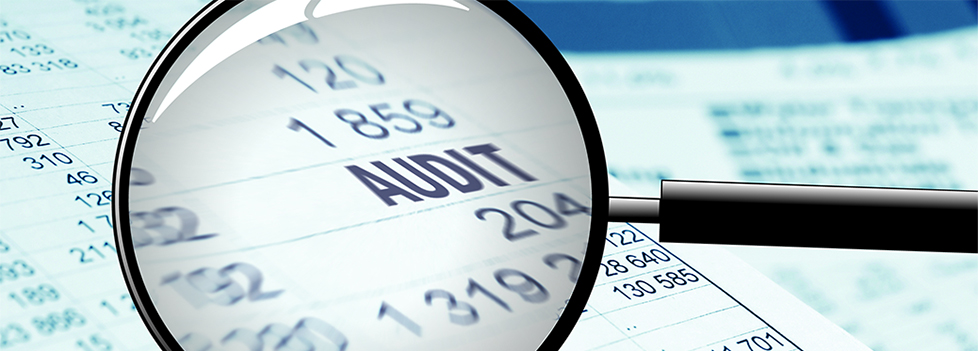

ممیزی مالی (انگلیسی: Financial audit) به بررسی مطابقت صورت‌های مالی و صورت وضعیت‌های مالی، با اصول پذیرفته شده حسابداری، هم‌چنین بررسی تبعیت فعالیت‌های مالی از قوانین و مقررات وضع شده، اطلاق می‌گردد. به این نوع ممیزی، حسابرسی نیز گفته می‌شود.